# Calathea plurispicata
Calathea plurispicata är en strimbladsväxtart som beskrevs av H.A.Kenn. Calathea plurispicata ingår i släktet Calathea och familjen strimbladsväxter. Inga underarter finns listade.